# 川口英樹
川口 英樹（かわぐち ひでき、1961年 - ）は日本の元子役。

## 来歴・人物
1960年代後半から1970年代後半頃に活動し、中でもレギュラーとして出演した『帰ってきたウルトラマン』の坂田次郎や『仮面ライダーV3』の珠シゲルで知られる。
既に芸能活動はしておらず、かつての特撮番組を扱った書籍のインタビューも受けたことがないため、その後の消息は一切不明。『帰ってきたウルトラマン』で共演した団時朗も、雑誌『宇宙船』2010年7月号のインタビューで現在の川口の詳細は知らないと答えている。同じ劇団に所属していた高野浩幸も現在の消息は知らず、高校進学時に引退したと推測している。洋泉社のムック『特撮秘宝』6号（2017年7月16日発行）261ページに掲載された読者からの情報募集コーナーの告知によると、編集部に寄せられる読者からの要望ハガキで川口の捜索依頼が2番目に多く、編集部も川口の情報を募集している。
ウェブでは、東京で事業をしているという情報もある。

## 出演作品

### テレビ番組
- Let's Enjoy English（NHK教育テレビジョン）

### テレビドラマ
- 光速エスパー（1967年、第20話、クレプス星人）
- 女殺し屋 花笠お竜（1969年、第3話）
- ケンちゃんトコちゃん（1970年、第33話、金之助）
- 宇宙猿人ゴリ（1971年、第1話、富士之浦の少年）
- 帰ってきたウルトラマン（1971年、レギュラー、坂田次郎）
- 好き! すき!! 魔女先生（1971年、第2話・第12話よりレギュラー、タケシ）
- ウルトラマンA（1972年、第10話、坂田次郎）
- 人造人間キカイダー（1972年、第8話、壁に飾られた肖像写真）
- 超人バロム・1（1972年、第21話、浩太）
- 緊急指令10-4・10-10（1972年、第5話、ジュン）
- 熱血猿飛佐助（1972年 - 1973年、レギュラー、六助）
- ケーキ屋ケンちゃん（1972年 - 1973年、ケンちゃんの友達）
- 二人の素浪人（1972年、第3話、源太）
- 国盗り物語（1973年、吉法師（織田信長、幼少時））
- 仮面ライダーV3（1973年、レギュラー、珠シゲル）
- ロボット刑事（1973年、第24話）
- 池田大助捕物日記（1974年、第13話）
- プレイガール（1974年、第256話）
- おそば屋ケンちゃん （1975年3月20日）「遠くへ行ったガールフレンド」出演
- フルーツケンちゃん （1976年9月16日）「南の国の対決・1」（1976年9月23日） 「南の国の対決・2」
- 5年3組魔法組（1977年、岩館大介）
- 大鉄人17（1977年、第5・7話、剣持やすし）

### 映画
- 新・与太郎戦記（1969年）
- 奇々怪々 俺は誰だ?!（1969年、鈴木一郎／鈴木太郎（谷啓）の息子）※クレジットには「川口秀樹」と表記
- スパルタ教育 くたばれ親父（1970年、田上 稔／田上悠三（石原裕次郎）の次男）
- 谷岡ヤスジのメッタメタガキ道講座（1971年、東海林ヤスジ）
- 仮面ライダーV3対デストロン怪人（1973年、珠シゲル）